# Binsfeld
Pour l’article homonyme, voir Binsfeld (homonymie).
Binsfeld est une municipalité allemande située dans le land de Rhénanie-Palatinat et l'arrondissement de Bernkastel-Wittlich.